# Pridorojni (Krasnodar)
|  | Per a altres significats, vegeu «Pridorojni». |

Pridorojni - Pridorojni (rus) és un poble (un possiólok) del krai de Krasnodar, a Rússia. Es troba a les terres baixes de Kuban-Azov, a 14 km al sud de Staromínskaia i a 151 km al nord de Krasnodar, la capital del territori.
Pertany al possiólok de Rassvet.